# Barbara Alyn Woods
Pour les articles homonymes, voir Woods.
Barbara Alyn Woods est une actrice américaine, née le 11 mars 1962  à Chicago, dans l'Illinois (États-Unis).

## Biographie

### Vie professionnelle
Barbara Alyn Woods commence sa carrière d'actrice au Victory Gardens Theater de Chicago, avant de déménager pour Los Angeles, afin de poursuivre sa carrière. Barbara Alyn Woods n'est pas étrangère au petit écran, puisqu'elle incarne le rôle de Diane Szalinski, durant trois saisons, dans la série (adaptée du film) Chérie, j'ai rétréci les gosses. Elle fait aussi des apparitions dans de nombreuses séries telles que Mes plus belles années, Ally McBeal, Providence, Les Anges du bonheur, Seinfeld ou encore Star Trek : La Nouvelle Génération. De plus, elle est un des personnages récurrents de Dream On et Un drôle de shérif, et apparaît dans le téléfilm La Maison du mensonge. En 2003, elle devient Deborah Scott, la mère de Nathan (James Lafferty), dans Les Frères Scott, mariée à Dan Scott (Paul Johansson).
Au cinéma, Barbara Alyn Woods apparaît dans Striptease aux côtés de Demi Moore. Elle est aussi créditée au générique de Frankie Starlight, The Waterdance (avec Helen Hunt) et Flesh and Bone (avec Dennis Quaid).

### Vie privée
Née et élevée à Chicago, Barbara Alyn Woods a rencontré son mari, John Lind, en 1997 sur le plateau de la série Chérie, j'ai rétréci les gosses. Ils se sont mariés en 1999. Elle est mère de trois filles : Natalie Alyn Lind qui est née en 1999, Emily Alyn Lind qui est née en 2002 et Alyvia Alyn Lind née en 2007, également actrices.
Barbara habite actuellement à Wilmington, en Caroline du Nord (lieu de tournage de la série Les Frères Scott), avec son mari et ses trois enfants. Le couple divorce en 2021.
Elle a été couronnée Reine du festival Azalea 2008 à Wilmington en Caroline du Nord.

## Filmographie

### Cinéma
- 1990 : The Terror Within II : Sharon
- 1990 : Circuitry Man : Yoyo
- 1990 : L'Exorciste en folie (Repossessed) : Woman in Elevator
- 1991 : Dance with Death : Kelly
- 1991 : Delusion : Julie
- 1992 : Inside Out (vidéo) : Terri (segment Brush Strokes)
- 1992 : The Waterdance : Annabelle Lee
- 1992 : We're Talking Serious Money : Baggage Claim Agent
- 1993 : Flesh and Bone : Cindy
- 1994 : Ghoulies IV : Kate
- 1995 : Frankie Starlight : Marcia
- 1996 : The Confidence Man : Hillary
- 1996 : Striptease d'Andrew Bergman : Lorelei
- 2004 : The Wild Card : Kathleen Flanagan

### Télévision

#### Séries
- 1993 : Eden : Eve Sinclair
- 1994

« Picket Fences » : Stacey Harllow (saison 2, épisode 14) 
- 1996 : Arabesque (Murder, She Wrote) : Dyan Emery (saison 12, épisode 16)
- 1997 - 2000 : Chérie, j'ai rétréci les gosses (Honey, I Shrunk the Kids: The TV Show) : Diane Szalinski
- 1999 : Ally McBeal : Kelly Philbrick (saison 2, épisode 22)
- 2002 : Providence : Heidi (saison 5, épisode 5)
- 2003 : Mes plus belles années (American Dreams) : Doris Mason (saison 1, épisode 12 / saison 2, épisode 2)
- 2003 - 2012 : Les Frères Scott (One Tree Hill) : Deborah « Deb » Lee-Scott (régulière saisons 2, 3, 4 et 6 - récurrente saisons 1, 5 et 9)
- 2009 : Desperate Housewives : Laura Miller (saison 6, épisode 5)
- 2010 : The Gates : Barbara Jansen (saison 1, épisodes 4 à 6)
- 2014 : The Goldbergs : Mme Caldwell (saison 1, épisodes 12 et 14)
- 2021 : Chucky : Michelle Cross

#### Téléfilms
- 1992 : La Maison du mensonge (A House of Secrets and Lies)
- 1995 : Dead Weekend : Amelia E
- 2004 : Fantôme.com (I Downloaded a Ghost) : Catherine Blackstone
- 2014 : Une amie de trop (Death Clique) : Lana Cowan
- 2019 : Un baiser pour Noël (A Christmas Wish) de Emily Moss Wilson : Marilyn

## Voix françaises
- Marie-Martine Bisson dans :
  - Les Frères Scott (2003-2012)
  - The Gates (2010)
  - Une amie de trop (2014)

- Dorothée Jemma dans :
  - Chérie, j'ai rétréci les gosses (1999-2000)
  - Desperate Housewives (2009)

- Michèle Buzynski dans Flesh and Bone (1993)
- Micky Sébastian dans Chérie, j'ai rétréci les gosses (1997-1999)
- Laurence Dourlens dans Chucky (2021)